# جهان‌پهلوان تختی (فیلم)
جهان‌پهلوان تختی فیلمی ایرانی به کارگردانی علی حاتمی و بهروز افخمی محصول سال ۱۳۷۶ است. این فیلم بر پایهٔ زندگی غلامرضا تختی ساخته شده است.

## خلاصه داستان
یک کارگردان (فریبرز عرب نیا) و همسرش (نیکی کریمی)، می‌خواهند پروژه ناتمام علی حاتمی که زندگی غلامرضا تختی بود را به پایان برسانند. آن دو تحقیق می‌کنند تا بفهمند که علت اصلی مرگ تختی چه بوده است.

## عملکرد در جشنواره فیلم فجر
این فیلم در شانزدهمین دوره جشنواره بین‌المللی فیلم فجر در بهمن ۱۳۷۶ کاندیدای دریافت جایزه سیمرغ بلورین بهترین تدوین توسط حسن حسن دوست و کاندیدای دریافت جایزه سیمرغ بلورین بهترین عنوانبندی توسط فرهاد حیدری شد.

## بازیگران
- فریبرز عرب‌نیا
- نیکی کریمی
- شاهرخ شهبازی
- محمدرضا شریفی‌نیا
- سیاوش طهمورث
- آتیلا پسیانی
- ستاره پسیانی
- فتحعلی اویسی
- غلامرضا محبی
- اکبر معززی
- گیتی فروهر
- محمود کلاری
- جمشید گرگین
- ژرژ پطروسی
- غلامرضا فکری
- حسین جهاندیده
- فیض‌الله بهبهانی
- حسینعلی قورچی
- پرویز کهندانی
- مصطفی کریمی
- کمال میرکریمی
- پرویز سپاسی‌فر
- علی سلیمانی
- بهزاد محمدی
- حسین امانی
- رافیک
- جهانگیر جودت
- بهمن حیدری
- مریم مردانلو
- زهرا قهرمانی
- علی‌اصغر مهرآور
- محمد ابروانی
- عزت‌الله انتظامی (حضور افتخاری)
- افسانه بایگان (حضور افتخاری)
- تورج منصوری (حضور افتخاری)
- زهرا حاتمی (حضور افتخاری)
- خسرو نظافت‌دوست (حضور افتخاری)
- سعید پورصمیمی (حضور افتخاری)
- فاطمه معتمدآریا (حضور افتخاری)
- مصطفی کریمی